# Lee Pitcher
Lee Michael Pitcher (né le 18 juillet 1977) est un homme politique du parti travailliste britannique qui est député de Doncaster East et de l'île d'Axholme depuis 2024.

## Jeunesse et éducation
Lee Michael Pitcher est né le 18 juillet 1977,.
Pitcher a été sans-abri pendant une période lorsqu'il était enfant et a également été victime d'intimidation à l'école, ce qui, selon lui, était dû à la longueur de son pantalon,. Il obtient ensuite une maîtrise.

## Carrière
Il est président du conseil d'administration de l'école Travis St Lawrence Church of England à Hatfield et président bénévole d'une école d'arts et de culture.
Pitcher travaille pour Jacobs Solutions, une société de services techniques, dans la gestion de l'eau.
Pitcher est président et maire du conseil municipal de Hatfield de 2023 à 2024.
Le 6 août 2023, il est sélectionné comme candidat du Parti travailliste pour Doncaster East et l'île d'Axholme. Avant d'être sélectionné comme candidat potentiel au Parlement, Pitcher travaille comme responsable des partenariats pour Yorkshire Water,.
Lors des élections générales de 2024, Pitcher est élu député pour le siège de Doncaster East et de l'île d'Axholme, remportant 15 122 voix, avec une majorité de 2 311 voix. Il prononce son premier discours le 18 juillet 2024.

## Vie personnelle
Pitcher est membre des Lions de Doncaster. Il est un supporter de West Ham United.
Pitcher est marié et a des enfants. Sa famille vit dans la circonscription de Doncaster East et de l'île d'Axholme.
En 2022, il est sélectionné pour porter le bâton du jubilé de platine de la reine aux Jeux du Commonwealth.